# Matrilin-2
Matrilin-2‏ (Matrilin 2) هوَ بروتين يُشَفر بواسطة جين Matrilin-2 في الإنسان.